# Luís António de Soveral Tavares
Luís António de Soveral Tavares (Carregal do Sal, Cabanas de Viriato, 22 de Dezembro de 1800 – ib, 1883), foi um advogado e político local do liberalismo português, com importante papel no movimento estudantil que então se formou na Universidade de Coimbra.

## Vida
O Dr. Luís António de Soveral Tavares, filho do Capitão José António de Soveral Tavares Soares de Albergaria, da Casa da Oliveirinha, estudava Leis na Universidade de Coimbra quando se deu a revolução liberal de 1820, a que aderiu. Tinha-se matriculado em 1816, licenciando-se em 1823, ano em que publicou, com outros colegas da Universidade, um volume de poesias dedicadas ao liberalismo intitulado “Collecção d'algumas das poesias recitadas na Sala Grande da Universidade, no dia 26 de fevereiro de 1823”, Coimbra, 1823. E neste mesmo ano publicou ainda, pela Imprensa da Universidade, uma “Ode à Pátria”, que incluía ainda uma “Elegia” à morte de Manuel Fernandes Thomaz, que tinha feito e recitado a 21 de Dezembro de 1822 na Sociedade dos Amigos das Letras, de que era membro.
As conhecidas posições liberais que então tomou conduziram à sua detenção pelo governo miguelista, sendo um dos presos políticos que a 13 de Março de 1829 foram enviados para a Praça de Almeida, por ordem do corregedor de Viseu. Aí, perante as condições a que estavam sujeitos, tomou parte numa rebelião e foi removido para a cadeia da Relação do Porto a 22 de Fevereiro de 1831, sendo solto no ano seguinte, quando D. Pedro IV tomou a cidade.
Exerceu depois a advocacia e a política, sobretudo em Carregal do Sal, concelho de que foi vários anos administrador, cargo também exercido em 1878 por seu irmão o Dr. José António de Soveral Tavares.
Publicou ainda “Reflexões critico-demonstrativas do dever do jury e do juiz presidente do tribunal no exercício de suas importantíssimas funções”, Porto 1839, Imprensa Constitucional.
Viveu até aos 83 anos, na sua casa da Pateira, em Cabanas de Viriato, tendo casado no Douro com D. Maria Augusta Carolina Pinto, sem geração.
Era também irmão de D. Maria Tereza das Dores de Soveral Tavares, madrasta do Dr. Maximiano de Aragão.